# 賠償予定の禁止
賠償予定の禁止（ばいしょうよていのきんし）とは、使用者と労働者が労働契約を結ぶ際、違約金を定め、または損害賠償額を規定する契約を結んではならないとする労働法の概念。日本では労働基準法第16条に定められている。「罰金（制度）」などと呼ぶことがある。

## 規定の趣旨
日本の過去の労使関係においては、中途で退職したり、会社に損害を与えたりした場合は労働者の家族も含めて違約金を払う、損害賠償を行なうなどの契約が見られた。民法では420条（賠償額の予定）以下に損害賠償を予定できる旨を定めているが、労働法ではこれは労働者の退職の自由を奪うものであるとして、この原則を修正している。労働基準法では罰則をつけて明確に禁止したものである。これに反する労働契約や就業規則はその部分について無効となる。
研修や訓練費用を会社が負担した場合、当然に必要な訓練（フォークリフトの資格など広く一般に使える資格であると使用者の負担は必ずしも当然ではない）であれば使用者が負担せねばならず、中途で退職した者に返還を請求することは賠償予定の禁止に反するとされる（サロン・ド・リリー事件、浦和地方裁判所昭和61年5月30日判決）。また、病院附属の看護学校を卒業した看護師などにある、いわゆる「お礼奉公」はあくまで紳士協定であるとされている。
退職後、同業他社に就職するなどで競業避止義務に反した場合、退職金を減額されることは、有効であるとされる（三晃社事件、最高裁判所昭和52年8月9日判決）。

## 現在の問題点
その後、社内留学制度を利用して技能を取得した社員が早期に退職した場合、この分の留学にかかる費用を取り戻せるかが問題となった。長谷工コーポレーション事件（東京地方裁判所平成14年4月16日判決）では使用者側が留学費用のうち学費相当分の返還を求め、認容された。これは、社員の留学費用を免除特約付消費貸借と解することにより、元社員が返還債務を負っていること、また特約は賠償予定の禁止にはならない、としたものである。
逆に、海外留学の傍らで会社の指示する調査業務にも携わった場合、その派遣費用は会社が負担すべきものであり、返還要求は違約金の定めに当たるとする判決がある（富士重工業事件、東京地方裁判所平成10年3月17日判決）。

## 注意点
- 労働基準法第16条は、賠償予定「額」の「予定」を禁止した規定であり、賠償請求を禁止するものではなく、労働者が債務不履行や不法行為を行った際にその労働者を免責するものでもないことに注意。実際に損害が発生すれば、損害の賠償を請求することは禁止されていない。